# 奥林巴斯E-330
奥林巴斯 E-330 是一款4/3系统规格的数码单反相机，于2006年1月30日由奥林巴斯公司发布。其前作为2004年机型E-300，外形上依旧保持了军舰部平坦的构造，本次更新加入了实时取景与翻转屏功能。
该产品并无后续产品，后期奥林巴斯入门43规格单反以E-400与E-510续作登场。

## 概述
E-330是奥林巴斯继E-1、E-300、E-500后发布第四款4/3规格数码单反，而最大的功能改进在于加入了实时取景。
虽然更早的不可换镜头数码相机上多配置了实时取景，但在具备更大传感器的数码单反上该功能一直未露面。早些时候发布的富士FinePix S3 Pro与佳能EOS 20Da虽然有具备类似功能，但前者只能提供30秒黑白画面检视，而两者都无法提供自动对焦，这对于一般用户并不能取代取景器方式拍摄。
E-330使用特别的设计，在光路上进行分光而可以在进行实时取景式完成自动对焦，使得应用便利性大大加强，也使得随后几年中，带动了数码单反制造厂商开始将实时取景功能作为标配加入到新产品中，例如索尼的α300、α350，佳能的EOS 450D等；其中，索尼的方案通过转动反光镜角度而用副传感器取景的方式更接近E-330方案，也有不错的实用性。
稍后发布的松下的Lumix DMC-L1以及徕卡的Leica Digilux 3在取景光路上类似E-330设计，且同样具备实时取景功能；然而与E-330不同，L1与DIGILUX 3并没有安置第二传感器而无法像E-330一样提供两种实时取景模式。

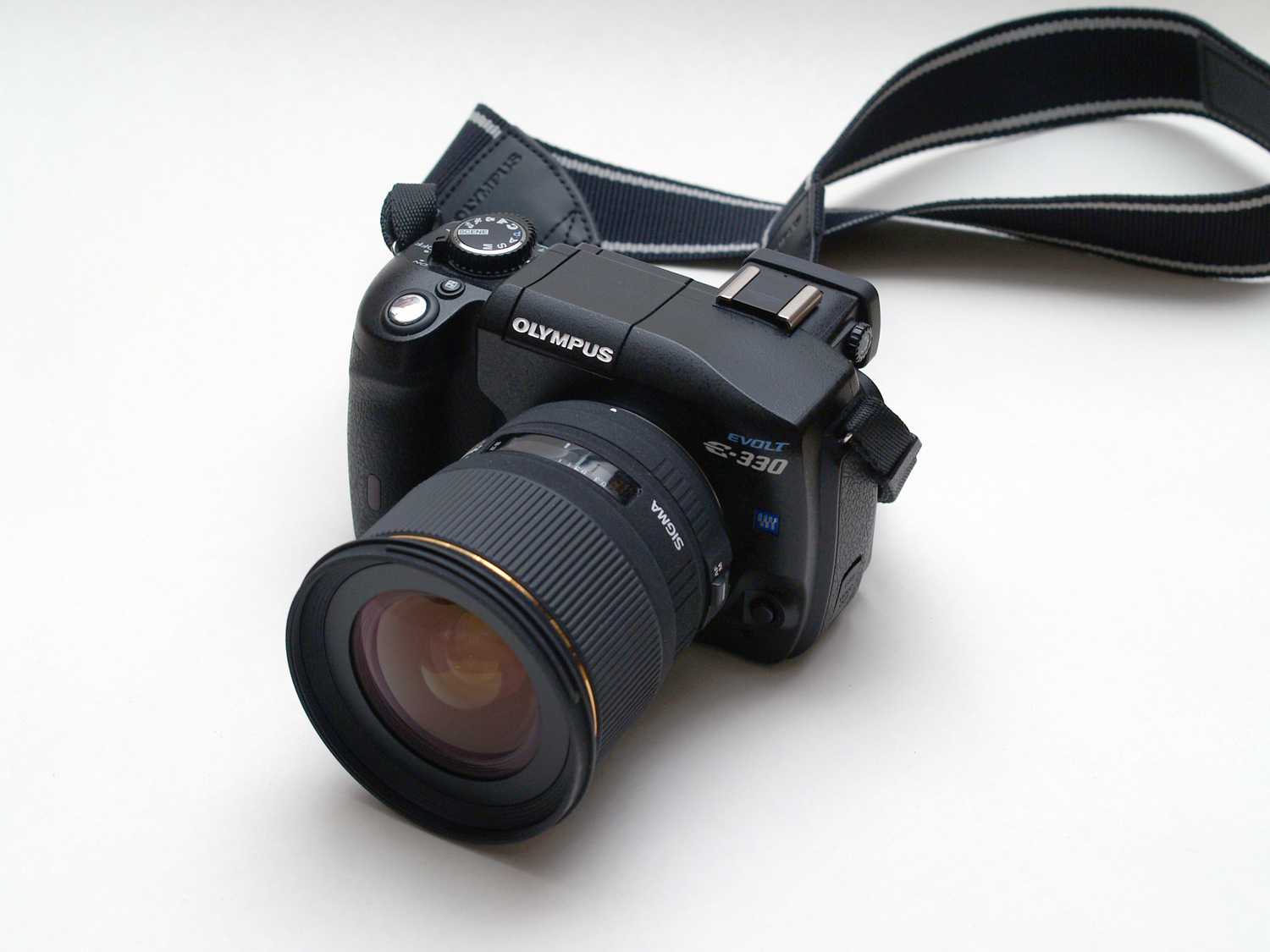
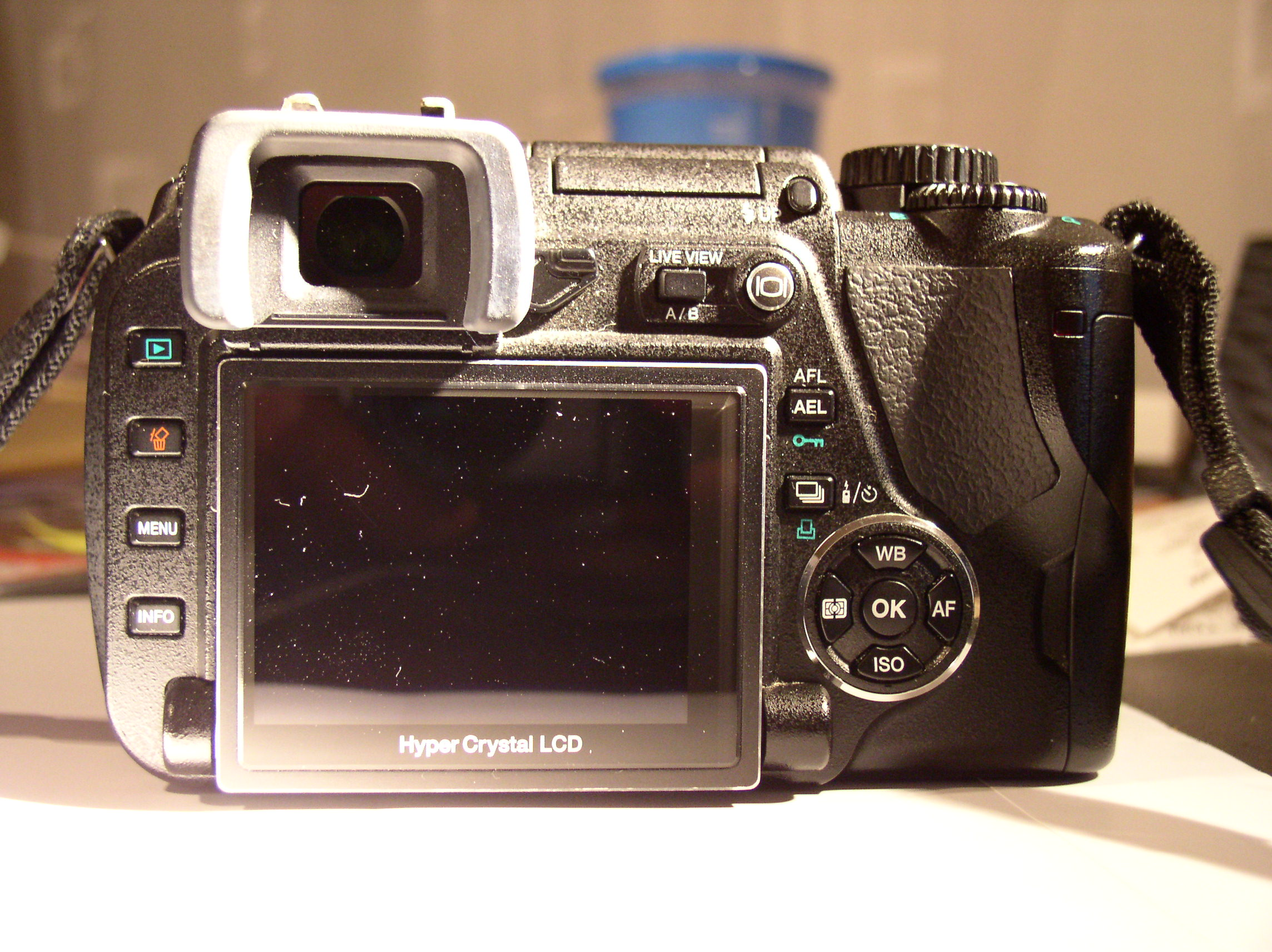
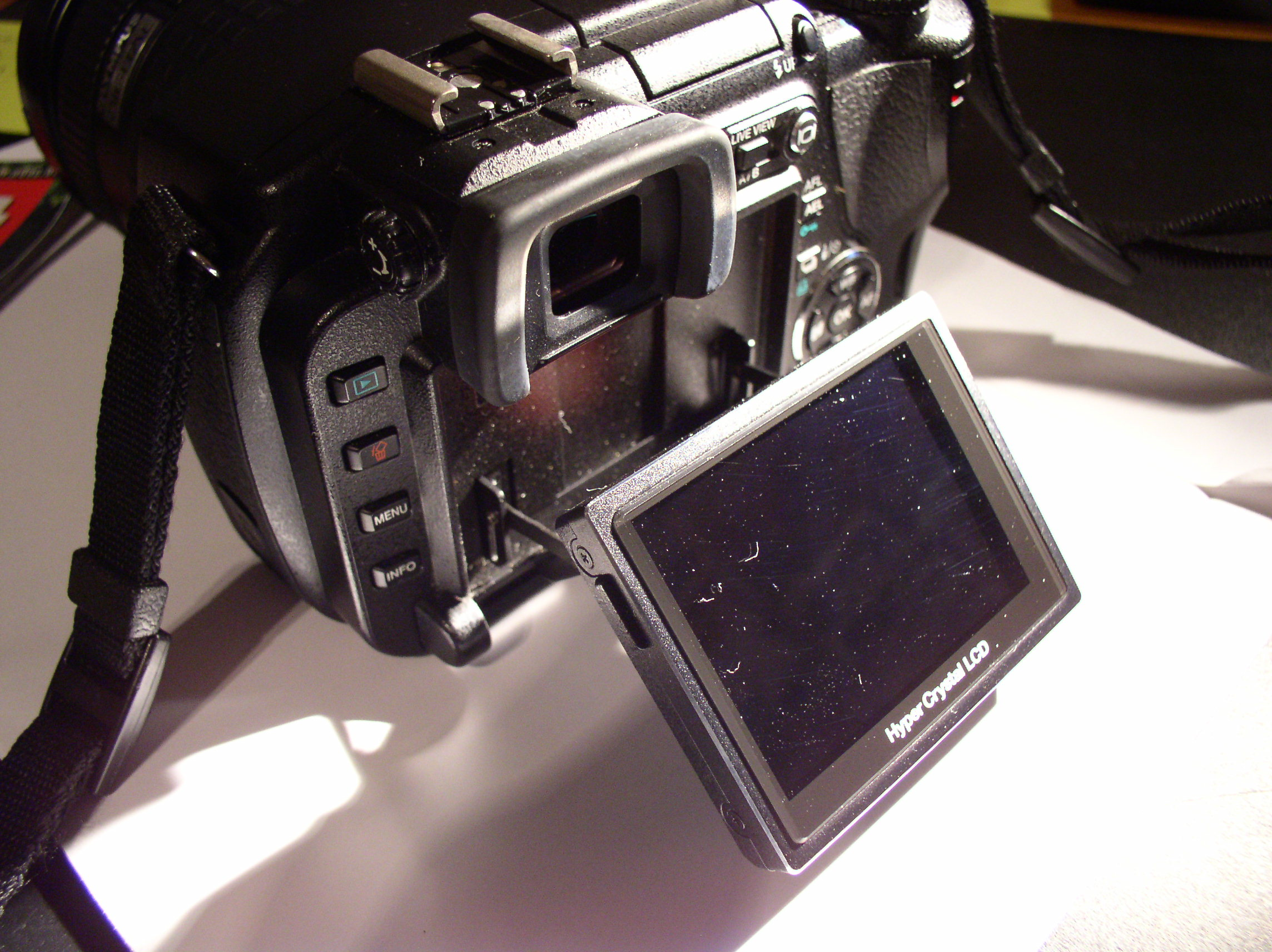
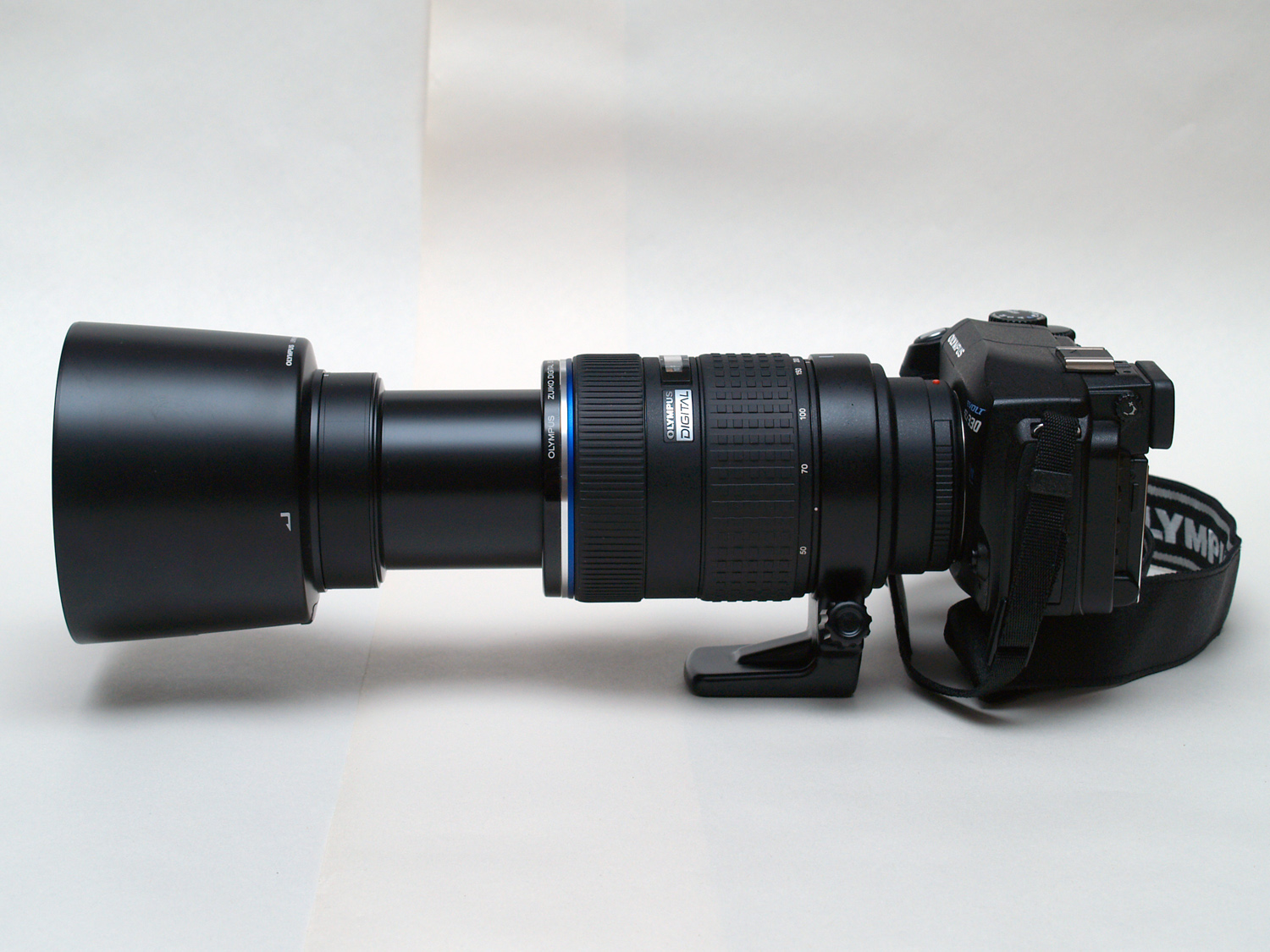

## 功能与设计
与其他大多数单反相机不同，E-330顶端（軍艦部）平台，并没有因为安放五棱镜而存在的高高额头。这是延续了E-300上，对PEN F系列取景方式的复刻，使用普罗棱镜完成机身内的取景光路设计。
最为重要的改进便是实时取景功能:

### 实时取景
E-330使用了一种被称作 LiveMOS 的传感器技术，可以长时间取景工作；另外，在取景光路上，于取景器总成内安放了第二传感器，通过分光得到约20%的光线而可以在LCD上显示取景内容，而此时取景器取景仍然有效。
E-330提供了两种实时取景模式，被称作『A Mode』与『B Mode』（分别叫做“Full-time live view”与“Macro live view”）。前者使用取景器总成中较小的传感器进行取景；后者则为抬起反光镜，使用作为主传感器的LiveMOS进行取景，可以实现100%视野率（前者为92%）与10倍放大功能（相当于放大中心1%面积），虽然会有快门释放延迟，但是对于三脚架上的微距拍摄仍然有很大帮助；而在在2006年6月的1.2版固件更新后，B模式也提供了自动对焦功能。2009年索尼公司的α550机型也有类似的这两种实时取景模式。
同时，由于配置了实时取景功能，E-330机身也相应提供了可上下翻转的液晶屏方便用户进行腰平或者高举时的取景操作。